# 张彦森
张彦森（1959年—），汉族，中华人民共和国政治人物、第十一届全国政协委员。

## 生平
担任天津市工商联副主席、天津市狗不理集团董事长。2008年，当选第十一届全国政协委员，代表社会福利和社会保障界，分入第四十八组。